# 球体 (MUCC专辑)
『球体』（きゅうたい）於2009年3月發行，ムック的第9張專輯。

## 收錄曲目
1. 球体
（作曲：ミヤ）
Instrumental。
2. 咆哮
（作詞：ミヤ / 作曲：ミヤ）
副歌的大合唱，除了成員和Danger Crue Records所屬的其他樂團之外，還有一些後輩樂團成員也一起參與。
3. アゲハ
（作詞：ミヤ・逹瑯 / 作曲：ミヤ・逹瑯）
16th　single。
4. ハイドアンドシーク
（作詞：逹瑯 / 作曲：ミヤ）
5. 陽炎
（作詞：逹瑯 / 作曲：SATOち）
原曲在album製作的2年前已經完成。
6. レミング
（作詞：ミヤ / 作曲：SATOち）
7. オズ
（作詞：ミヤ / 作曲：ミヤ）
　結合舞蹈的節奏。曲中有staff的女聲合唱。
8. 浮游
（作詞：逹瑯 / 作曲：YUKKE）
與「アゲハ」、「空と糸」，ken皆參與了製作。
9. 讃美歌
（作詞：ミヤ / 作曲：ミヤ）
長達7分鐘以上的大作品。歌曲中的女聲合唱為ミヤ的母親。
ミヤ為已逝的祖母所寫的曲子。曲子中出現的聖母頌，ミヤ曾說因為祖母的關係所以很喜歡。
10. 空と糸
（作詞：逹瑯 / 作曲：ミヤ）
17th single
11. hanabi
（作詞：逹瑯 / 作曲：ミヤ）
一開始為逹瑯清唱，這個版本是後來重新錄製。